# Vietnam en los Juegos Olímpicos de París 2024
Vietnam estuvo representado en los Juegos Olímpicos de París 2024 por un total de 16 deportistas, 12 hombres y cuatro mujeres, que compitieron en 11 deportes.
Los portadores de la bandera en la ceremonia de apertura fueron el jugador de bádminton Lê Đức Phát y la ciclista Nguyễn Thị Thật. El equipo olímpico vietnamita no obtuvo ninguna medalla en estos Juegos.